# Raoul Morier
Pour les articles homonymes, voir Morier.
Raoul Morier, né le 16 février 1905 à Marseille et mort le 6 janvier 1995 à Martigues, est un athlète français.

## Carrière
Raoul Marier remporte les Championnats de France de marathon en 1931 ainsi que la Course du soleil en 1929 et 1932.